# Пол-Анри Мале
Вижте пояснителната страница за други значения на Мале.
Пол-Анрѝ Малѐ (на френски: Paul-Henri Mallet) е женевски историк и филолог.
Роден е на 20 август 1730 година в Женева. Завършва Женевската академия, след което е учител в благороднически семейства в Германия и Дания, където от 1752 година преподава в Копенхагенската академия. Връща се в Женева през 1760 година, в продължение на 25 години е член на местното законодателно събрание, а след завладяването на града от французите известно време живее в изгнание. Мале изиграва важна роля за популяризирането на средновековната датска поезия и е автор на поредица исторически книги, сред които тритомна история на Дания и истории на няколко от главните германски династии.
Пол-Анри Мале умира на 8 февруари 1807 година в Женева.